# 球十一刺栗壳蟹
球十一刺栗壳蟹（学名：Arcania novemspinosa）为玉蟹科栗壳蟹属的动物。分布于菲律宾、安汶岛、澳大利亚以及中国大陆的广东等地，多生活于海水。